# Un paquete de espárragos

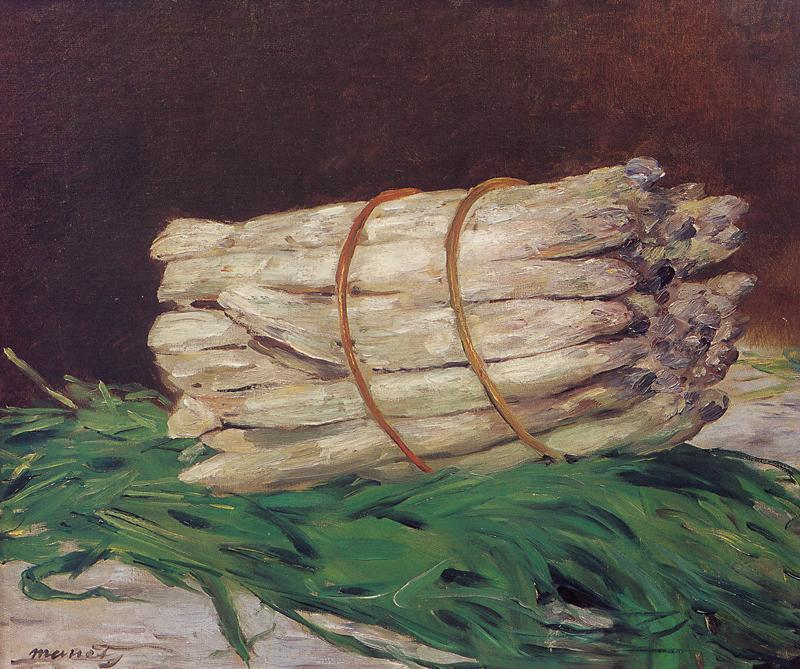
Un paquete de espárragos (1880) de Édouard Manet.

Un paquete de espárragos o Un manojo de espárragos (Une botte d'asperges, La botte d'asperges o Botte d'asperges) es una pintura de 1880 de Édouard Manet .
Fue encargado por el coleccionista de arte Charles Ephrussi por 800 francos. Al recibir la obra, le dio al artista 1.000 francos, por lo que en agradecimiento a su generosidad Manet decidió pintar una segunda obra más pequeña, ahora conocida como Un espárrago. Envió este segundo trabajo a Ephrussi con una nota que decía: "Faltaba una [ramita] en su paquete".

## Descripción
El paquete de espárragos de Manet muestra un motivo basado en la pintura tradicional de bodegones, especialmente la barroca holandesa. En el centro de la imagen y en primer plano se encuentra un paquete de espárragos blancos bajo una luz brillante. Los espárragos están colocados de lado, con las puntas violetas alineadas con el borde derecho de la imagen. Se mantiene unido por dos delgadas varillas de sauce que se usaban tradicionalmente para transportar las verduras. El manojo de espárragos descansa sobre una base de hojas verdes que se extienden desde el lado izquierdo hasta la esquina inferior derecha de la imagen. El biógrafo de Manet, Théodore Duret, habla de un "lit d'herbes vertes" (lecho de hojas verdes). Para el historiador del arte Mikael Wivel, Manet presentó los espárragos de la misma manera que un verdulero exhibiría sus productos. Se puede ver un fondo blanco azulado en la parte inferior izquierda y en el medio del borde derecho de la imagen, que podría ser un mantel o una losa de mármol claro. La firma 'Manet' se puede encontrar en la parte inferior izquierda de este fondo claro. La mitad superior de la imagen está ocupada por un fondo negro-marrón en el que "los colores se entrelazan aterciopelados", como afirma el autor Gotthard Jedlicka.
En esta composición, las hojas verdes y las puntas moradas de los espárragos tienen la difícil tarea de separar de manera contrastante las puntas de los espárragos del fondo, ambos ejecutados en un esquema de color similar. Gotthard Jedlicka ve una conexión con los colores del fondo en las oscuras ramitas de sauce. Para él, también hay una primera impresión en la que los tallos de los espárragos aparecen amarillos y las puntas moradas. Sin embargo, en una inspección más cercana, están "pintados con una riqueza indescriptible de tonos de color". Jedlicka ve otros matices de color en el amarillo de los espárragos, como tonos azules, blancos, rosados y violetas, y en las puntas reconoce rojo, azul, verde, amarillo y otros colores, y cada punta está pintada individualmente. Para Jedlicka, la pincelada de Manet va desde la "aplicación amplia e impastada hasta el dibujo más fino en líneas y puntos". El director del museo, Gert von der Osten, destaca que la naturaleza muerta de Manet fue "pintada de manera bastante abiertamente impresionista con ingeniosa precisión", probablemente en una sola sesión de trabajo.
La familia Manet poseía tierras en Gennevilliers que, al igual que la vecina Argenteuil, era una conocida zona de cultivo de espárragos por lo que, probablemente, serían uno de los platos servidos en su casa y la obra seguramente fue pintada durante la temporada de espárragos en abril o mayo de 1880.